# HMS Salamander (J86)
Pour les autres navires du même nom, voir HMS Salamander.
Le HMS Salamander (pennant number J86) est un dragueur de mines de la classe Halcyon construit pour la Royal Navy dans les années 1930 et utilisé pendant la Seconde Guerre mondiale

## Construction
Le Salamander est commandé le 5 février 1935 pour le chantier naval de J. Samuel White & Company de Cowes sur l'Île de Wight en Angleterre. La pose de la quille est effectuée le 18 avril 1935, le Salamander est lancé le 24 mars 1936 et mis en service le 18 juillet 1936.
Il est parrainé par la communauté civile de Bilston dans le Staffordshire, dans le cadre de la Warship Week (semaine des navires de guerre) en mars 1942.
La classe Halcyon est conçue pour remplacer la classe Hunt précédente et varie en taille et en propulsion en fonction de sa construction.
Après la fabrication des 5 premiers Halcyon, une variante de 2 navires dont fait partie ce navire est lancé avec comme principale modification s propulsion. Ils déplacent 828 t à charge standard et 1 351 t à pleine charge. Les navires ont une longueur totale de 74,75 m soit 15 centimètres de moins que la première série, un maître-bau de 10,21 m et un tirant d'eau de 2,7 m.
Ils sont propulsés par deux moteurs à vapeur à expansion verticale à triple expansion (alors que la première série possédait des machines à vapeur verticales compound), chacun entraînant un arbre, utilisant la vapeur fournie par deux chaudières à trois cylindres Admiralty. Les moteurs produisent un total de 2 000 ch (2 700 kW) et donnent une vitesse maximale de 17 nœuds (31,5 km/h). Le Halcyon transporte au maximum 247 t de mazout, ce qui lui donne un rayon d'action de 7 200 milles marins (13 300 km) à 10 nœuds (19 km/h). L'effectif du navire est composé de 80 officiers et hommes d'équipage.
Cette variante de la 1re série de la classe Halcyon est armée de deux canons de marine de 4 pouces QF Mk V (102 mm) avec un montage HA Mk.III à angle élevé. Il est également équipé de huit mitrailleuses Lewis de .303 British (7,7 mm), ainsi d'un support quadruple pour les mitrailleuses Vickers de 12,7 mm est rajouté. Plus tard, dans sa carrière, il est rajouté jusqu'à quatre supports simples ou doubles pour les canons antiaérien Oerlikon de 20 mm. Pour le travail d'escorte, son équipement de dragage de mines pouvait être échangé contre environ 40 charges de profondeur.

## Histoire
Mis en service le 18 juillet 1936, le Salamander est affecté dans la 1ère Flottille de dragueurs de mines (1st Minesweeping Flotilla ou 1MSF) à Devonport. Il est brièvement au large de Plymouth, puis retourne au chantier naval pour une modification de montage d'armes. Le Salamander navigue à Portland[Lequel ?] en octobre et est de retour à Plymouth en décembre pour des réparations mineures.
Le Salamander est à Portland en janvier/février 1937, puis rentre à Devonport pour une remise en état de cinq semaines à partir du 5 mars. Lors de la London to Isle of Man Air Race en mai, il est en patrouille au large de l'île de Man et retourne à Plymouth pour la maintenance qui dure jusqu’en janvier 1938.
En mars 1938, le Salamander est réduit à 2/5 de son équipage à Devonport où il est réaménagé et on lui remplace ses canons à angle bas de 102 mm par des armes à angle élevé; ce radoub s'acheve le 15 juillet, après des essais. En août, il a rendez-vous avec la 1re Flottille pour une visite de la flottille à Copenhague avant de retourner dans les eaux écossaises en septembre et octobre. Le Salamander navigue vers sa station de guerre à Scapa Flow parce que la Flotte est dans un état élevé de préparation à cause de la «crise tchèque» (Territoire des Sudètes en Autriche annexé par le troisième Reich). Il retourne à Portland à la fin d'octobre et navigué jusqu'à Plymouth pour y être entretenu à la fin de l'année.
Le Salamander quitte Portland dans les premiers mois de 1939 avant d'entrer en radoub à Devonport en mars. Avec d'autres navires de la flottille, il participe à la recherche du sous-marin Thetis (N25) englouti le 1er juin 1939 dans la baie de Liverpool. Après quelques visites de la côte Sud, il remplace le Speedy (J17) pour les missions de sauvetage.

### Seconde Guerre mondiale
À l’approche de la Seconde Guerre mondiale, le Salamander reste dans la Manche, avec des visites à Portland, Plymouth et Sheerness. Le 9 août, il est temporairement affecté à la Reserve Fleet (flotte de réserve) pour l'inspection royale à Spithead. À partir du 21 août, il est transféré à la 6e Flottille de dragueurs de mines (6th Minesweeping Flotilla ou 6MSF). Le 3 septembre 1939, la guerre commence et le Salamander reçoit l’ordre du Commandement en chef Nore (C in C Nore) de «se rendre immédiatement à Douvres». En octobre, il navigue vers la côte Est, mais retourne à Douvres en décembre.
Le Salamander s'embarque pour le Humber pour une courte visite en janvier 1940 et de là, il se rend à Invergordon. En avril 1940, il est affecté à la 4e Flottille de dragueurs de mines (4th Minesweeping Flotilla ou 4MSF), Nore Command, et, en mai, participe à une opération de dragage de mines au large des côtes néerlandaises jusqu’à la capitulation néerlandaise. Il est l'un des nombreux navires employés dans l’évacuation du Corps expéditionnaire britannique (British Expeditionary Force ou B.E.F) de Dunkerque et du 26 mai au 1er juin, le Salamander a secouru un total de plus de 1 100 soldats en trois voyages. À cette dernière date, alors qu'il secourt les survivants d'un autre navire qui a été incendié, il est victime d’attaques aériennes qui endommagent sa salle des machines, mais il réussit à faible vitesse à retourner à Douvres sur une chaudière et à débarquer 479 soldats.
Après de longues réparations, le navire quitte Sheerness le 25 septembre avec le destroyer Campbell (D60), avec des troupes à bord pour l'opération Lucid, une attaque contre des embarcations d'invasion allemandes dans le nord de la France à l'aide de navires brûlots abandonnés. Dans la situation confuse après l’évacuation de la B.E.F, l'effondrement de la France et l'occupation allemande des côtes européennes du cap Nord aux Pyrénées, les petits navires, dont le Salamander, ont effectué des patrouilles incessantes et balayaient les côtes ennemies, attendant que l'ennemi tente d’envahir la Grande-Bretagne. À l'approche de l'hiver, comme d'habitude, le temps devient la principale menace et le Salamander subit de graves dommages causés par les intempéries le 6 décembre alors qu’il est employé en service d’escorte de convoi côtier.
Le 29 janvier 1941, il part pour faire un radoub jusqu'au 10 mars. À la fin des travaux, il s'embarque pour Scapa Flow dans le cadre de la 6e Flottille de dragueurs de mines qui, avec la 1re Flottille de dragueurs de mines, doit être basée à Scapa Flow pour renforcer les groupes d'escorte de convois, sous le commandement des approches occidentales. Il navigue ensuite à Aberdeen pour des réparations entre le 15 et le 23 juillet. En août, après avoir entrepris des balayages à l'aide d'Oropesa, il s'engage avec les dragueurs de mines Halcyon et Harrier pour assurer une protection anti-sous-marine pour l'ancrage à Seidisfjord, en Islande; en septembre, il est sur les opérations de recherche de mines à l'entrée de la mer Blanche.
Le Salamander reste dans les eaux russes jusqu'à ce que le convoi PQ 1 atteigne Arkhangelsk le 11 octobre 1941 et navigue ensuite avec le Halcyon pour arriver à Seidisfjord le 22 octobre. Le Salamander est alors « arcticisé », et sait qu'il retourne donc en Russie du Nord. Les travaux (fourniture d’outils de mise à l’eau et de tuyaux à haute pression) sont effectués à Aberdeen. De retour à Scapa Flow, le Salamander et le Britomart (J22) sont déployés dans le cadre de l’escorte du convoi PQ 7 et se rendent à Seidisfjord, partant au tournant de l'année pour un rendez-vous avec le convoi le 2 janvier 1942.
Mise à part une période de radoub de mars à mai 1942, le Salamander passe toute l’année à escorter des convois russes. Le 1er mars, il quitte Mourmansk pour escorter un convoi qui est dispersé à deux reprises par de fortes rafales de vent, mais est en mesure de se réformer, bien qu’un navire marchand, un traînard du convoi, soit coulé par un destroyer ennemi. Le convoi atteint l'Islande le 9 mars et le Salamander se rend à Scapa Flow. À partir de ce moment, les conditions dans lesquelles ces convois opéraient se sont détériorées, avec des attaques aériennes et de U-Boote très lourdes, ainsi que des attaques des forces côtières. Dans un convoi vers la Russie qui quitte l'Islande fin juin, vingt-trois des trente-quatre navires sont perdus par les attaques d'avions et de sous-marins. Certains des navires restants atteignent le détroit de Motochkin le 7 juillet et sont regroupés. Le Salamander fait partie des navires d'escorte qui naviguent avec le petit convoi le lendemain. Beaucoup de brouillard et de glace sont rencontrés et le convoi est soumis à des bombardements au cours desquels deux navires sont coulés. Les navires survivants sont arrivés à Archange le 11 juillet. Des cargaisons de survivants avaient été ramassées pendant le passage et deux navires marchands étaient arrivés à Archange deux jours plus tôt. D'autres navires qui se sont réfugiés ont été formés en convoi et le Salamander les escorte jusqu’à Archange. En novembre, le Salamander fait partie des escortes d'un convoi de trente navires marchands ressaisis qui s'est heurté à une succession de coups de vent le forçant à se disperser. Un navire retourne à l’entrée de Kola[Lequel ?] et deux sont coulés, probablement par des sous-marins, mais vingt-sept navires sont arrivés en Islande et sont emmenés dans deux convois vers le loch Ewe. Le Salamander arrive à Scapa Flow le 1er décembre. Entre le 7 décembre 1942 et le 1er mars 1943, il subit des réparations à Aberdeen.
Après un réaménagement, le Salamander, maintenant affecté à la 1re Flottille de dragueurs de mines, navigue pour Gibraltar avec le Halcyon en avril 1943, escortant un convoi d'embarcations de débarquement de chars. Il retourne au Royaume-Uni avec un convoi de marchandises de retour d'Afrique du Nord. Il reste dans les eaux locales pendant quelques mois jusqu'en septembre, date à laquelle il est de nouveau dans les eaux islandaises. En octobre, il participe à des patrouilles anti-sous-marines entre l'Islande et les îles Féroé.
Il est à Tyne pour des réparations de fin décembre à fin février 1944, lorsque les préparatifs de l'opération Neptune, l'invasion de la Normandie, qui commence le 6 juin 1944, et dans laquelle les dragueurs de mines jouent un rôle particulièrement important. Ils doivent nettoyer les chenaux avant la force principale, dégager les zones voisines pour donner de la place à la mer et dégager les mines après l'assaut. En tant que fer de lance de la Force d'assaut S, les 1re et 15e Flottille de dragueurs de mines ont une tâche plus difficile, mais les canaux sont bien nettoyés et marqués. Les dragages de mines se poursuivent sans cesse.
Alors que les armées alliées progressent à la suite de l'invasion de la Normandie, les Britomart, Hussar, Jason (J99) et le Salamander sont affectés à la 1re Flottille de déminages nettoyant les champs de mines de l'Axe au nord de la Normandie pour ouvrir des ports supplémentaires pour alimenter l'avance alliée. Dans l'après-midi du 27 août 1944, ils balayent et nettoient le cap d'Antifer en préparation de l'arrivée du cuirassé Warspite et surveillent les navires Erebus et Roberts pour engager l'artillerie côtière du Havre qui retardent l'avance des troupes canadiennes.

L'officier du quartier général affecté au projet de déminage à la 1MF néglige d'informer l'officier de pavillon de la zone d'assaut britannique (vice-amiral Rivett-Carnac), qui est chargé de défendre les plages d'invasion contre les torpilleurs rapides Schnellboote opérant du Havre. La 1MF est observé sur le secteur sud-ouest de l'opération de déminage et supposé être des navires allemands attaquant les navires alliés au large des plages d'invasion. Le personnel de l'amiral demande aux 263e Squadron RAF et 266e Squadron RAF d'attaquer les présumés navires ennemis. Les escadrons ripostent avec 16 Typhoons armés de canons de 20 mm et de roquettes non guidées RP-3 hautement explosives de 60 livres. Les pilotes de la RAF identifient la 1MF comme une navigation probablement amicale, mais après avoir remis en question leurs ordres, on leur répond que la Royal Navy n'a aucun navire dans la région.

Dans une attaque au soleil bien exécutée à 13h30, les Typhons coulent le Britomart (Lt. Cdr. Nash, MBE, RNR) et le Hussar (Lt. Cdr. A. J. Galvin, DSC, RNR). Le Salamander subit de graves dommages. Quatre-vingt-six marins britanniques sont tués et 124 autres sont blessés. La 1MF identifie les Typhons comme amis, et une mauvaise visibilité au soleil a empêché la reconnaissance précoce du "feu ami" imminent. Le Jason établit un contact radio pour mettre fin à l'attaque. Le Salamander est remorqué sur Plymouth pour réparations mais il est si endommagé au-delà des réparations économiques qu'il sera radié du service actif et considéré comme une perte totale.

### Après-guerre
Le Salamander reste dans la réserve à Hartlepool et est réduit à la catégorie C en décembre 1945. La réparation étant au-delà du raisonnable économique, le navire est placé sur la liste d’élimination et vendu à BISCo le 15 décembre 1946 pour être démoli par Hughes Bolcow. Il arrive en remorque au chantier du démolisseur à Blyth le 7 mai 1947.

### Honneurs de bataille
- DUNKIRK 1940
- ARCTIC 1941-42
- NORMANDY 1944

### Participations auxconvois
Le Salamander a navigué avec les convois suivants au cours de sa carrière:
1. Convoi ETM 57
2. Convoi FTC 81
3. Convoi FTM 51
4. Convoi HX 125A
5. Convoi HX 134
6. Convoi OB 310
7. Convoi OB 322
8. Convoi OB 331
9. Convoi OB 340
10. Convoi Dervish
11. Convoi PQ 11
12. Convoi PQ 17
13. Convoi PQ 18
14. Convoi QP 1
15. Convoi QP 8
16. Convoi QP 14
17. Convoi QP 15
18. Convoi SC 33
19. Convoi SC 35

### Commandement
- Lieutenant Commander (Lt.Cdr.) Lionel James Spencer Ede (RN) du 20 août 1939 au 22 janvier 1941
- Lieutenant Commander (Lt.Cdr.) Wilfrid Alan Cooke (RN) du 22 janvier 1941 à fin 1941
- Lieutenant (Lt.) Wilfred Reginald Muttram (RN) de fin 1941 au 29 octobre 1943
- Lieutenant Commander (Lt.Cdr.) Roger Stannard Cameron (RNZNVR) du 29 octobre 1943 au 26 janvier 1944
- T/A/Lieutenant Commander (T/A/Lt.Cdr.) Frederick George Dawson (RNR) du 26 janvier 1944 à début 1944
- T/A/Lieutenant Commander (T/A/Lt.Cdr.) Harold Graham King (RNVR) du début 1944 au 5 août 1944
- T/Lieutenant (T/Lt.) Roy Hawthornthwaite (RNVR) du 5 août 1944 au 1er octobre 1944
- T/Lieutenant (T/Lt.) Henry Allan Nicholson (RNVR) du 1er octobre 1944 à fin 1944